# Le Fidèle Berger
Le Fidèle Berger est le second roman d'Alexandre Vialatte, publié en 1942, où il transpose sa propre expérience de soldat pendant la drôle de guerre, la débâcle et le retour à une vie normale pendant la Seconde Guerre mondiale.

## Contexte
Ferny Besson insiste sur la dimension autobiographique du roman : Alexandre Vialatte, mobilisé au début de la drôle de guerre, vit la débâcle dans la stupeur, et connaît successivement la dépression et le suicide, l'internement dans un asile de fous et le retour à une vie normale pendant la Seconde Guerre mondiale. Le Fidèle Berger transpose les épisodes successifs de cette expérience : « Sous le masque de Berger, Vialatte revit avec une précision minutieuse tout ce qu'il a amassé dans le grenier de sa mémoire et dont il doit dorénavant se débarrasser ».
Le roman est écrit à Saint-Amant-Roche-Savine, en quarante jours, « sans presque rien changer à l'aventure qu'il vient de vivre ». Jean Paulhan reçoit le manuscrit en 1942, répond à son auteur avec enthousiasme et le roman est publié par les Éditions Gallimard.

## Résumé
La forme adoptée par Le Fidèle Berger, en quatre grandes parties, est celle d'une ballade française : chaque partie est précédée, en exergue, d'une strophe de la Ballade de Paul Claudel dont le refrain reprend « Nous ne reviendrons plus vers vous ».
Dans la dernière partie du roman, Vialatte reprend le thème nietzschéen de l'éternel retour.

## Analyse
Le Fidèle Berger est un roman important dans l'œuvre de Vialatte, « prince de l'humour le plus léger, le plus gai, mais aussi chasseur inquiet d'obscures ténèbres ». Ce récit « subjectif d'une excursion tragique dans le monde de l'aliénation, publié neuf ans avant Les Fruits du Congo, s'impose immédiatement lorsque l'on entreprend de réfléchir sur la représentation de la folie ».

## Éditions modernes
- Alexandre Vialatte (préf. Ferny Besson), Le Fidèle Berger, Paris, Gallimard, coll. « L'Imaginaire », 1988, 265 p. (ISBN 2-07-075782-X).